# Arrhenatherum elatius subsp. baeticum
Arrhenatherum elatius subsp. baeticum é uma subespécie de planta com flor pertencente à família Poaceae. 
A autoridade científica da subespécie é Romero Zarco, tendo sido publicada em Acta Botanica Malacitana 10: 134. 1985.

## Portugal
Trata-se de uma subespécie presente no território português, nomeadamente em Portugal Continental e no Arquipélago dos Açores.
Em termos de naturalidade é nativa de Portugal Continental e introduzida no Arquipélago dos Açores.

## Protecção
Não se encontra protegida por legislação portuguesa ou da Comunidade Europeia.